# Оріо Мастроп'єро
Оріо Мастроп'єро (італ. Orio Mastropiero) — 40-й венеційський дож у 1178—1192 роках. 

## Біографія
Належав до патриціанського роду Мастроп'єро. Його батько та родичів започаткували активну торгівлю у Візантії, маючи в Константинополі власність. Оріо Мастроп'єро успішно продовжив родинну справу. Це дозволило йому накопичити велику кількість багатства, що зробило одним з найвпливовіших осіб. З 1150-х років обіймав посаду судді.
1164 року разом з Себастьяно Дзіані був одним з головним позичальників 1150 срібних марок міст Веронської марки, що дозволило утворити Веронську лігу. Натомість разом з колегою та іншими позичальниками отримав на 11 років доходи з ринку Ріальто. 
У 1170 році разом з Себастьяно Дзіані вирушив з дипломатичним завданням до візантійського імператора Мануїла I, зумівши зменшити напруженість між венеціанцями та візантійцями. 1172 року після загибелі дожа Вітале II Мікеле колегія з 11 виборців обрала його новим очільником Республіки, але Оріо Мастроп'єро відмовився на користь свого друга Себастьяно Дзіані. 
1175 року разом з Оріо Дауріо очолив посольство до сицилійського короля Вільгельмом II., з яким було укладено 20-річну політичну та торгівельну угоду, спрямовану проти Візантії з данням венеційським купцям звільнення від мит. Це в свою чергу сприяло дипломатичному успіху у протистоянні з Мануїлом I. 1177 року брав участь у розробці умов миру між імператором Фрідріхом I та Ломбардською лігою.
17 квітня 1178 року обирається колегією з одинадцяти членів. 1179 року в рамках реформи було засновано Раду сорока, в обов'язки якого входило обрання дожа та судові функції. Одним із перших положень, виданих новим дожем, було запровадження посади суддів комуни, які мали право вирішувати суперечки між комуною та приватними особами. Також прийняв «Promissione del maleficio» (Пропозицію щодо злочинів), збірник каральних норм у цивільній та кримінальній сферах, в якому магістрат отримав схожі з правами дожа в судовій сфері.
1180 зіткнувся з повстанням проти венеційського правління в Зарі, яке підтримав угорський король Бела III. Венеція деякий час залишалася пасивною, перебуваючи у фінансових труднощах, лише 1181 року відвоювала міста Трогір й Паг та деякі острови біля них.
1183 року уклав угоду з новим візантійським імператором Андроніком I, яким було підтверджено договір від 1175 року. Було звільнено полонених венеційців, повернуто майнов енеційським колоністам, які постраждала під час антизахідного бунту 1182 року у Константинополі. Також Венеція отримала у користування  торговий квартал у Константинополі та нові комерційні привілеї в імперії. При цьому Оріо Мастроп'єро отримав титул протосебаста. 
1187 року, отримавши позики від венеційської знаті (насамперед Енріко Дандоло, брати П'єтро і Джакомо Дзіані), дож відправив війська, що взяли в облогу Зару. Але 1188 року папа римський Григорій VIII наказав припинити бойові дії, оскільки побоювався, що це відволіче Венецію від участі у Третьому хрестовому поході.
У червні 1187 року розпочалася реорганізація суддівського корпусу, що перевизначило їхні повноваження, обмеживши лише судовою сферою та запобігши їхньому втручанню в політику. Мастроп'єро визначив правило, яке покладало на новообраних членів Малої ради обов'язок приймати посади магістрату без присутності судді. Того ж року уклав нову угоду з Візантією, за якою імператор Ісаак II скоротив свої військово-морські сили до мінімуму, покладаючись на флот венеційців.
1190 року здійснив військову кампанію проти далматійського міста Зара, але зазнав поразки, втративши також острови Паго, Оссеро й Арбе. У травні 1192 року, захворівши, Оріо Мастроп'єро відмовився від посади та пішов до монастиря Сан-Кроче, де помер у червні.